# Екберт I фон Волфенбютел
Екберт I фон Волфенбютел (на немски: Ekbert I. von Wolfenbüttel; † сл. 1191/1193) е благородник от фамилията „фон Волфенбютел“, фогт на Хайнинген и министериал на Хайнрих Лъв.
Той е син на Буркхард I фон Волфенбютел († сл. 1154), фогт на Клайн Хайнинген и съпругата му. Внук е на Видекинд фон Волфенбютел († ок. 1118), който построява водния замък Волфенбютел и е основател на град Волфенбютел. Брат е на Буркхард фон Волфенбютел († сл. 1154/сл. 1181) и Видекинд фон Волфенбютел († сл. 1181).
Фамилията фон Волфенбютел се преименува на „фон дер Асебург“ от замък Асебург при Волфенбютел.

## Деца
Екберт I фон Волфенбютел има децата:
- Гунцелин фон Волфенбютел-Пайне (* пр. 1170 † 2 февруари 1255), трушсес, държавник и военачалник, построява през 1218 – 1223 г. замък Асебург на река Асе при Волфенбютел, основава линията фон дер Асебург, женен за министериалка от Хилдесхайм.
- Екберт фон Волфенбютел († сл. 1204)
- Гертруд фон Волфенбютел († сл. 1218)
- дъщеря фон Волфенбютел († сл. 1234), омъжена за фон Остероде